# Vila do Touro
Vila do Touro is een plaats (freguesia) in de Portugese gemeente Sabugal en telt 299 inwoners (2001).